# Pyrotherium
Genre

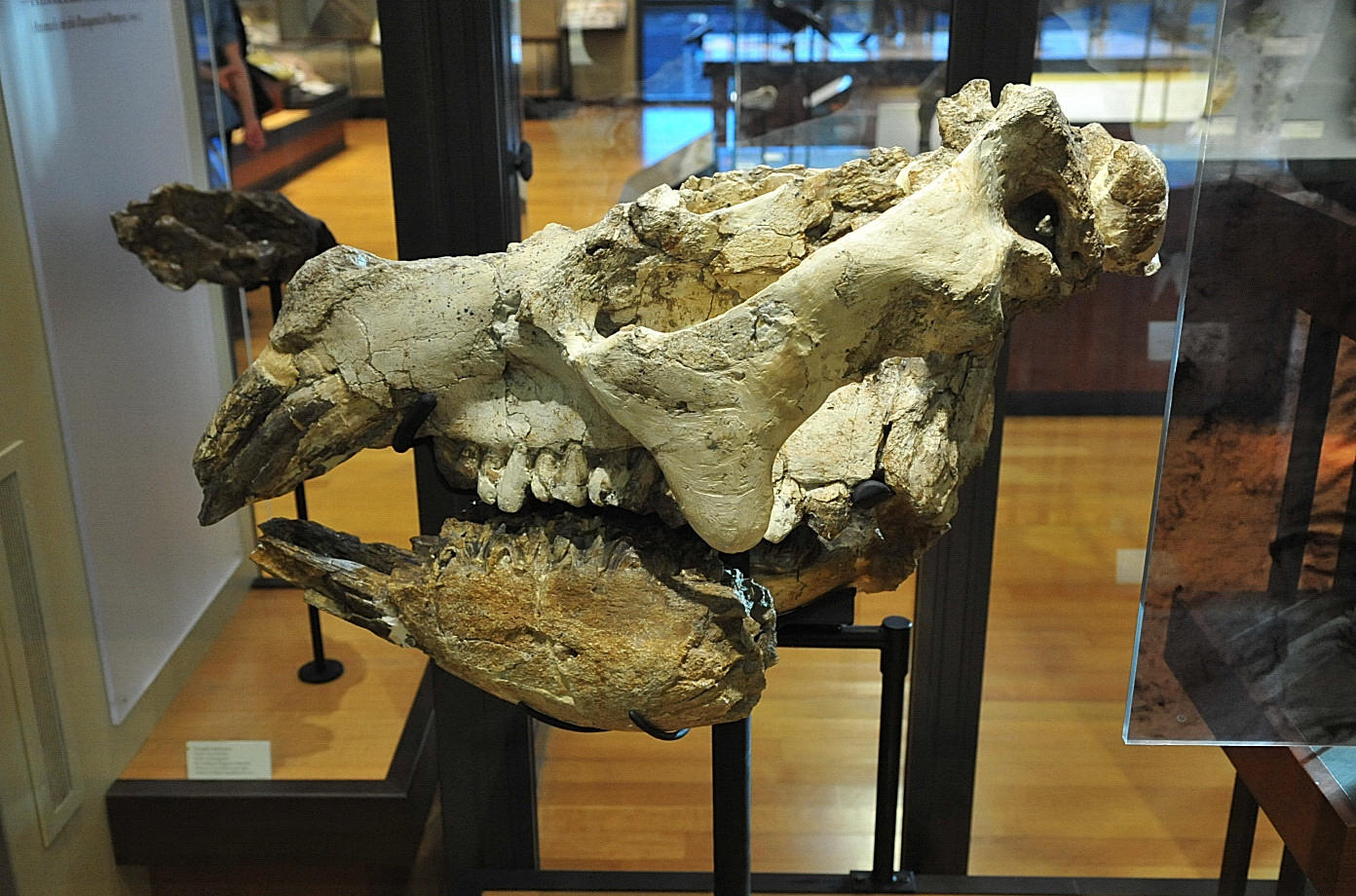
Crâne de Pyrotherium sorondoi au Beneski Museum of Natural History, au Amherst College, dans le Massachusetts aux États-Unis.

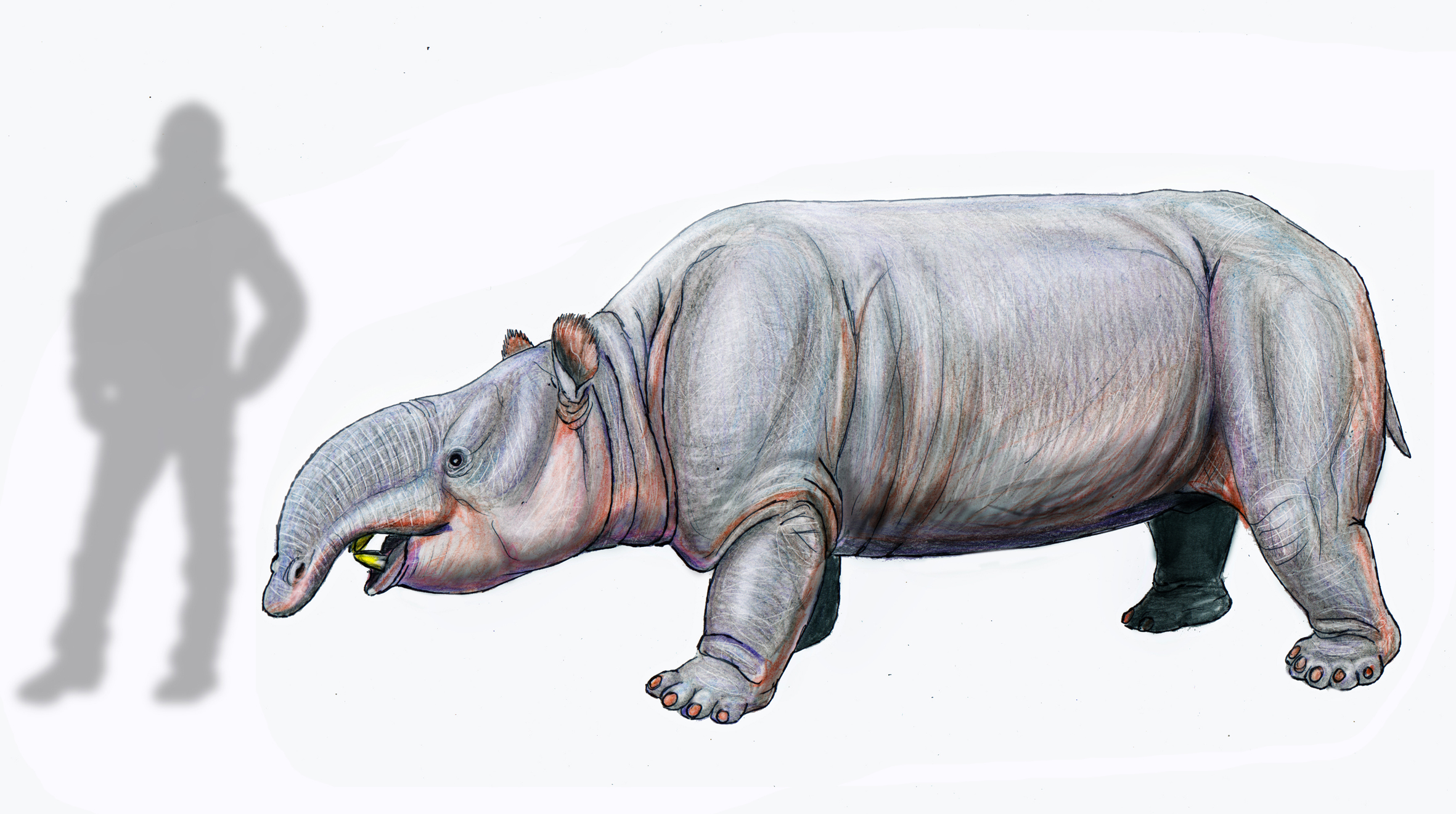
Reconstitution de Pyrotherium sorondoi.

Pyrotherium est un genre éteint de mammifères, ayant vécu durant l'Oligocène supérieur (Chattien), il y a environ entre 28 et 23 Ma (millions d'années) en Amérique du Sud (connu en Argentine et en Bolivie).

## Étymologie
Du grec ancien, signifiant animal du feu.

## Description
Pyrotherium ressemblait à un éléphant de la taille d'un bœuf. Il vivait dans les marécages d'Amérique du Sud et se nourrissait de plantes aquatiques qu'il attrapait à l'aide d'une petite trompe. Il possédait, comme les éléphants, une paire de défenses, mais qui devaient être peu utiles pour se défendre. Il mesurait 3 mètres de long, 1,50 mètre au garrot et pesait entre 800 kg et 1 tonne. L'espèce Pyrotherium romeroi était cependant beaucoup plus grande, elle mesurait environ 4 m de long, près de 2 mètres à l'épaule et pesait jusqu'à 4 tonnes.

## Liste des espèces
Selon Fossilworks:
- † Pyrotherium giganteum ;
- † Pyrotherium macfaddeni ;
- † Pyrotherium planum ;
- † Pyrotherium pluteum ;
- † Pyrotherium romerii (espèce type) ;
- † Pyrotherium sorondoi.